# Marwice (Lubusz)
Pour les articles homonymes, voir Marwice.
Marwice (prononciation : [marˈvit͡sɛ]) est un village polonais de la gmina de Lubiszyn dans le powiat de Gorzów de la voïvodie de Lubusz dans l'ouest de la Pologne.
Il se situe à environ 12 kilomètres à l'est de Lubiszyn (siège de la gmina) et 11 kilomètres au nord-ouest de Gorzów Wielkopolski (siège du powiat).
Le village comptait approximativement une population de 564 habitants en 2011.

## Histoire
Avant 1945, ce village était sur le territoire allemand sous le nom de Marwitz. (voir Évolution territoriale de la Pologne)
De 1975 à 1998, le village appartenait administrativement à la voïvodie de Gorzów.

Depuis 1999, il appartient administrativement à la voïvodie de Lubusz.

## Personnalités
- Margarete Heymann (1899-1990), céramiste fondatrice des Ateliers Haël (Haël-Werkstätten)